# Sepulcre megalític de la Cabana de Perauba
El sepulcre megalític de la Cabana de Perauba o de Peralba és un dolmen situat  al terme municipal de Baix Pallars (Pallars Sobirà), inclòs a l'Inventari del Patrimoni Arqueològic i Paleontològic de Catalunya.
Es troba a 1306 msnm, al vessant nord de la Serra de Peracalç (1478 m), al final del contrafort muntanyós amb el qual limita pel nord i on comença el pla de corts, una zona de plana que comunica d'est a oest la vall de la Noguera Pallaresa amb la conca fluvial del Flamicell. El sepulcre es troba justament sota de la roca de Peralba o de Perauba, al costat de la pista forestal que condueix de Montcortès a Montsor al límit d'un camp de conreu i pertany al poble de Peracalç. Les seves coordenades són 42 19 09” de latitud nord i 0 59' 07” de longitud est.
El conjunt arqueològic de la Cabana de Perauba està constituït per un túmul de pedres de 14 m de diàmetre que es conserva parcialment sencer i d'on sobresurt una cambra formada per lloses de pedra calcària de grans dimensions, l'obertura de la cambra està orientada al sud-est a 155˚ respecte al nord magnètic. El caràcter més o menys monumental de les construccions megalítiques fan d'aquestes un element clarament visible en el territori, fet que ha suposat la freqüentació i el coneixement d'aquestes al llarg dels diferents moments històrics, tal com queda reflectit en la toponímia d'alguns sepulcres megalítics. El sepulcre megalític de la Cabana de Perauba ha sofert un gran nombre d'usos i agressions que són els responsables de l'estat d'alteració i de l'espoli de la cambra funerària, tot i així els darrers treballs arqueològics van posar de manifest l'existència d'algunes parts intactes en el interior de la cambra.

## Marc geogràfic
El sepulcre megalític de la cabana de Perauba està situat al final del contrafort nord de la Serra de Peracalç (1478 m), i a l'inici del Pla de Corts, un altiplà de 1300 a 1100 m que comunica d'est a oest la vall de la Noguera Pallaresa amb la vall del Flamicell. El Pla de Corts està situat en territori de les serralades interiors del Prepirineu, un conjunt de massissos mesozoics format per calcaries cretàcies lleugerament inclinades al nord. La Serra de Peracalç, la Serra del Boumort i la Serra de San Gervàs formen les serres interiors del Prepirineu i constitueixen el més important dels tres anticlinals prepirinencs, estan localitzades a la part més externa de la zona Axial Pirinenca.
En el Pla de Corts destaca la presència de l'Estany de Montcortès, a diferencia del miler de llacs d'origen glacial del Pirineu, l'Estany de Montcortès és, juntament amb l'Estany de Banyoles (Pla de l'estany) i el de Basturs (Pallars Jussà), un dels tres llacs d'origen càrstic de Catalunya. Aquests estanys omplen una cavitat en dissolució de la roca i són alimentats permanentment per conductes d'aigües freàtiques. L'Estany de Montcortès es troba sobre un conjunt rocós format per calcaries del Triàsic mitjà, i s'hauria originat per l'enfonsament del terreny a causa de la dissolució de la roca, de la manera en com es forma una dolina. El nivell de l'aigua és més o menys constant i tan sols varia en temporades molt plujoses o de prolongada sequera.

## Investigació arqueològica del sepulcre megalític de la Cabana de Perauba
Apareix documentat per primera vegada l'any 1894 pel geòleg Luis Mariano Vidal i Carreras, a la publicació de la Real Academia de las Ciencias y Artes de Barcelona: Más monumentos megalíticos en Catalunya. L'any 1922 el Seminari de prehistòria de la Universitat de Barcelona, sota la direcció del Dr. Pere Bosch i Gimpera i amb la col·laboració de Josep de C. Serra Ràfols, va tornar a visitar el sepulcre i el van excavar sense obtindre resultats positius, van considerar que la totalitat del sepulcre havia estat alterat a conseqüència de l'espoli i per la freqüentació esporàdica de pastors en època moderna. L'any 1950 Luis Pericot Garcia, realitza la revisió de la seva tesi de 1923 “Los sepulcros megalíticos catalanes y la cultura pirenaica”, on torna a qualificar el sepulcre megalític de la Cabana de Perauba com a totalment espoliat.
A començaments de la dècada dels anys 90, durant la realització de la carta arqueològica del Pallars Sobirà, Albert Roig va realitzar la troballa d'un vas amb nansa d'apèndix de botó, aquest fet va evidenciar que part del sepulcre podia estar parcialment intacte i va motivar la intervenció arqueològica de l'any 1992 dirigida per Xavier Clop i Josep Miquel Faura.
L'estudi de les diferents parts que formen una construcció megalítica, permet aprofundir en els diferents aspectes tècnics i organitzatius que actuaren sobre els agents socials que el construïren i/o utilitzaren. Així doncs, resulta necessari documentar de manera precisa els elements arquitectònics que defineixen un sepulcre megalític: el túmul, la cambra i el sistema d'accés a la cambra. Es va utilitzar com a mètode de registre el model proposat per Laplace, un sistema de quadricula general teòrica que divideix el conjunt arqueòlogic en requadres d'1 m x 1 m, amb l'objectiu de registrar i ordenar els objectes arqueològics tridimensionalment, a partir d'un sistema de coordenades cartesianes i de referència respecte a un pla 0 teòric.

## Característiques del jaciment
L'estructura de la cambra es troba molt ben conservada, està situada al centre del túmul d'on sobresurt clarament. Esta constituïda per dues lloses laterals, una llosa posterior, una gran llosa de coberta i una petita llosa a l'entrada que serveix com a suport del túmul. Totes les lloses són roca calcaria, material del Triàsic superior que forma part del substrat geològic de la zona on es troba el megàlit.
Les lloses laterals són de forma rectangular tot i que força irregulars,i presenten una lleugera inclinació cap a l'interior. La llosa del lateral nord-est mesura 130 cm d'alçada per 160 cm de llargada, la llosa del lateral sud-oest fa 115cm d'alçada per 180 cm de llargada. La llosa posterior és lleugerament de forma triangular, i amida 100 cm d'alçada per 95 cm d'amplada. La llosa de l'entada, amida 45 cm d'alçada per 75 cm d'amplada. Totes les lloses estan enterrades uns 20 cm, assegurant la seva estabilitat trobem un reompliment de pedres molt petites que formen una superfície molt compacta de 15 cm de gruix. La llosa de coberta és de forma semicircular, plana per sota i amb una forta inclinació cap a la part posterior de la cambra. La seva mida és de 190 cm de llargada per 225 cm d'amplada i 45 cm de gruix.
L'interior de la cambra és planta rectangular, mesura 10 cm de llargada per 120 cm d'amplada i 120 cm d'alçada. L'accés a la cambra el forma el mateix túmul que ha estat rebaixat suaument en forma de rampa fins al nivell de la llosa de l'entrada. L'accés està marcat per dues filades de pedres de mida mitjana o gran, que s'eleven fins al nivell superior del túmul. El primer nivell de sediment de l'interior de la cambra estava format per terra remenada entre la que es van poder recuperar, nombrosos fragments de restes humanes, dues denes de collaret i alguns fragments de ceràmica. Aquest nivell presentava una potencia estratigràfica de 20 cm. Aquest nivell es presentava molt alterat per l'acció antròpica i els materials arqueològics apareixen barrejats amb materials d'època moderna. Per sota d'aquest nivell apareix el terra original de la cambra, un nivell de 15 cm de potencia constituït per pedres petites compactes amb terra. Al arribar al nivell del terra original de la cambra, els excavadors van trobar un gran retall de forma quadrada gairebé regular, producte de l'activitat dels excavadors furtius. El retall respectava una franja de 20 cm d'amplada fins a arribar a les lloses d' on es van poder recuperar alguns material antropològics in situ. El retall estava reomplert amb pedres de mida mitjana o petita.
El túmul es conserva pràcticament sencer, en estar constituït per blocs de pedra, se'l considera de tipus tarter, el seu diàmetre total és de 14 m. Presenta una important alteració en la seva superfície, a conseqüència de l'acció d'abocar pedres en les tasques de condicionament del camp adjacent. En el transcurs de l'excavació del túmul s'obriren dues trinxeres transversals que s'unien a la zona de la cambra. L'excavació sistemàtica va posar de manifest la presència de diferents nivells a partir del tipus i de la mida de les roques que s'utilitzaren en la seva construcció. El nivell inferior a la base del túmul, el terreny hauria estat preparat amb un llit de pedres de mida petita, majoritàriament calcaries. Per damunt d'aquest nivell, podem trobar un nivell format per blocs de pedra, majoritàriament calcaris amb algun conglomerat, de format gran o mitjà que constitueixen el cos del túmul. És en aquest conjunt on podem observar el caràcter de tarter del túmul. La part exterior del túmul trobem una filada de pedres perimetrals, formada per conglomerats de grans dimensions i sembla que realitzi la funció de contrafort de l'estructura tumulària. L'estructura del túmul és una construcció ben planificada, amb una gran inversió de treball i on posaria tanta atenció en l'elaboració del túmul com en la construcció de la cambra.

## Materials recuperats
La darrera intervenció arqueològica va permetre comprovar que tot i l'important grau d'alteració que havia sofert l'interior de la cambra, restava encara una part parcialment intacte. Es van poder recuperar 94 elements ceràmics dels quals un és un vas sencer amb nansa d'apèndix de botó i catorze són fragments amb forma o decoració. Tot i tractar-se d'un conjunt ceràmic reduït, la relativa homogeneïtat de les característiques de la mostra coincideix amb les mostres ceràmiques dels jaciments adscrits al bronze mitjà. S'ha trobat una peça lítica sense retocar realitzada en cristall de quars de 20 mm x 7 mm x 3 mm, dues denes de collaret de roca calcaria, una punta d'agulla en os de la que es conserven 13 mm i un fragment metàl·lic d'una anella de bronze de secció plana.
El total de restes antropològiques analitzades és de 501, de les quals 81 són peces dentaries, i han estat utilitzades per determinar el nombre mínim d'individus. El nombre mínim d'individus és de 4 infantils i 6 o 7 individus adults, un total de 11 individus. Els caràcters mètrics de les restes dentaries del sepulcre megalític de la Cabana de Perauba, també encaixarien amb les sèries dentaries d'altres conjunts corresponents als de l'edat del bronze. Les restes humanes analitzades representen una mostra esbiaixada per l'acció antròpica, la majoria dels fragments són de petites dimensions, havien etat remoguts i es presentaven barrejats amb materials moderns.
La disposició d'algunes de les restes humanes sobre el paviment originari de la cambra, arraconades contra les lloses del sepulcre, proporciona certs indicis sobre el gest funerari que s'hi hauria realitzat. Es tractaria d'un espai d'inhumació múltiple, a partir d'enterraments primaris successius, on els individus enterrats anteriorment haurien estat desplaçats per donar lloc a les noves inhumacions. Tot i el poc nombre d'individus identificats, no s'ha observat un accés diferenciat, dels individus enterrats dintre del sepulcre, en funció del sexe o de l'edat.

## Contextualització
L'elevat grau d'alteració del sepulcre megalític de la Cabana de Perauba, ha reduït de manera molt important el conjunt de les dades, que s'han pogut obtindre durant el registre arqueològic. La presència de restes de combustió de focs d'èpoques posteriors, fa que resulti impossible obtenir alguna datació absoluta a partir del C-14. Per altra banda, les característiques dels materials arqueològics recuperats, coincideixen amb els conjunts de materials millor contextualitzats cronològicament, corresponents a l'horitzó cultural dels grups que van poblar el nord de la península durant l'edat del bronze. Es pot considerar que els materials recuperats en el sepulcre megalític de la Cabana de Perauba, corresponen en termes de cronologia relativa a la primera meitat del 2º mil·lenni ANE.
El fenomen del megalitisme resulta un fet ben documentat al llarg de la geografia catalana, malauradament l'estat de molts d'aquest sepulcres impedeix obtindre gaire informació sobre els grups que els construïren i/o utilitzaren, i l'organització social en la que adquiriren sentit. Sobre l'organització social d'aquests grups, en l'àmbit econòmic depenien i es dedicaven al cultiu i a la ramaderia, l'activitat de caça està documentada però no constituiria una part significativa de l'aprovisionament necessari per la subsistència del grup. El model d'assentament resultaria ser més o menys estable, tal com indica la gran inversió de treball realitzada en la construcció del sepulcre, i l'espai temporal en el que va ser utilitzats com a tal.
Els aspectes referents a l'organització política dels grups socials que construïren i utilitzaren els megàlits, resulta font de debat quant a la naturalesa del model d'organització que definia el marc de les relacions socials vinculades amb el treball, la producció i la reproducció dels elements necessaris per a la continuïtat de la vida social. El fet de tractar-se el megàlits d'estructures d'enterrament col·lectives, i que no s'aprecia un tracte diferenciat entre els individus inhumats, permet proposar la hipòtesi que es tractés de grups on no existiria un accés diferenciat al producte del treball social, o almenys aquest fet no es veu representat a partir del ritual funerari.
El Pla de Corts i l'entorn de l'Estany de Montcortès formen part d'un sistema càrstic de gran rellevància, entorn el qual s'articula un medi natural en els que es combinen els espais de bosc i les terres dedicades a la ramaderia i l'agricultura. La vegetació està dominada per prats de cultiu de cereal i farratge, espais de pastura i zones boscoses amb una presència predominant de roure i alzina, en l'entorn més immediat a l'estany destaca la vegetació de ribera i la presència de xops. Tot i l'altitud en la que es troba, es donen unes condicions climàtiques més moderades que a la resta de la comarca, fet que permet el cultiu i la pastura durant els mesos d'hivern, aquestes condicions climàtiques excepcionals i el fet de ser l'únic corredor que comunica la vall de la Noguera pallaresa amb la vall del Flamicell, fan d'aquest territori un entorn privilegiat potencialment apte pel desenvolupament de l'activitat social humana durant la prehistòria a Catalunya, tal com demostra la presència de construccions megalítiques disseminades per aquesta zona.